# Паутинник благородный
Паутинник благородный (лат. Cortinarius gentilis) — вид грибов, включённый в подрод Leprocybe рода Паутинник.

## Описание
Шляпка 1,5—5 (до 6) см в диаметре, гигрофанная, вначале коническая или колокольчатая, затем выпуклая, с бугорком в центральной части. Поверхность шляпки шелковисто-волокнистая или бархатисто-войлочная, иногда с небольшими прижатыми чешуйками ближе к краю, влажная — желтовато- или рыжевато-бурая, подсохшая — охристо-оранжевая или желто-охристая.
Кортина жёлтого или жёлто-оранжевого цвета. Пластинки приросшие к ножке зубцом, нисходящим на неё, расположены довольно редко, широкие, толстые, у молодых грибов светло-охристые, затем темнеющие до тёмно-бурых.
Ножка 5—15×0,2—0,7 см, не утолщающаяся к основанию, полая, обычно с заметным, покрытым белым мицелиальным налётом корневидным отростком, волокнистая, оранжево-охристая, с несколькими более или менее заметными оранжево-желтыми поясками образованными остатками общего покрывала.
Мякоть жёлтая, иногда с оранжево-бурым оттенком, со слабым, иногда вовсе незаметным, редечным запахом.

## Распространение и сходные виды
Гриб встречается в хвойных и смешанных лесах, образуя микоризу с сосной и елью. Плодоношение наблюдается обычно с июля по октябрь.

## Съедобность
Сильно ядовитый гриб, полипептиды которого вызывают нарушение работы почек. Сходное отравление вызывают паутинник горный и паутинник блестящий. Наличие ядовитых веществ в грибе было доказано опытами на крысах.

## Номенклатурные синонимы
- Agaricus gentilis Fr., 1821
- Telamonia gentilis (Fr.) Wünsche, 1877